# 쑹메이링
쑹메이링(중국어 정체자: 宋美齡, 병음: Sòng Měilíng, 한자음: 송미령 1897년 3월 5일 ~ 2003년 10월 23일) 여사는 전부 근대 중국의 출현 동안 눈에 띈 세 명의 쑹 자매중에 막내로 중화민국 총통인 장제스의 부인이다. 상하이 출신으로 "권력을 사랑한 여인"으로도 알려진 그녀는 쑹아이링·쑹칭링의 여동생이기도 하다. 중국의 부유한 감리교도인 쑹 자매의 부친 찰스 존스 쑹은 미국에서 수학하였고, 쑹메이링을 조지아 웨슬리언 대학교로 유학을 보내어 그녀는 석사와 함께 1917년 졸업하였다. 장제스는 1927년 그녀에게 청혼하며 기독교로 개종하였고 자신의 첫 부인과 이혼하였다. 쑹메이링 여사는 활동적으로 중국의 정치에 참여하게 되어 신생활 운동을 일으키고 1930년부터 1932년까지 중화민국 입법원의 회원과 1936년부터 1938년까지 중국 항공 정세 위원회의 사무총장을 지냈다. 자신의 남편이 대원수와 국민당의 당수에 오르면서 쑹 여사는 그의 영어 통역, 비서와 조언자로서 활동하였다.
미국에서 그녀의 경험들은 그녀를 유능한 대변인으로 만들었다. 제2차 세계 대전이 일어난 동안 그녀는 넓게 여행을 다녀 중국의 곤경을 알리고 일본군에 대항하는 성원을 유도하였다. 1943년 그녀는 미국 의회에서 연설하는 데 첫 중국 국적이자 두번째 여성이었다. 1948년 쑹 여사는 국민당의 성원을 위하여 해리 트루먼 대통령에게 호소하러 미국에 갔다. 1949년 타이완에서 중화민국 임시 정부의 설립 후, 그녀는 장제스 총통의 부인으로서 중화민국의 정치에서 현저한 역할을 하였다. 25년 가까이 그녀는 미국의 10명의 가장 존경받는 여성들의 명단에 포함되었고, 2번이나 타임 잡지의 표지에 나왔으며 한번은 남편과 함께, 한번은 "용의 여성" 타이틀 아래 혼자였다. 1975년 장제스의 사망 후 그녀는 106세의 나이에 자신의 사망까지 미국에 거주하였다.
대한민국에서 대한민국 임시정부가 중화민국에 의존할 때 도운 공로로 1966년 대한민국 건국훈장 대한민국장 (훈1등)을 수여받았다.

## 어린 시절

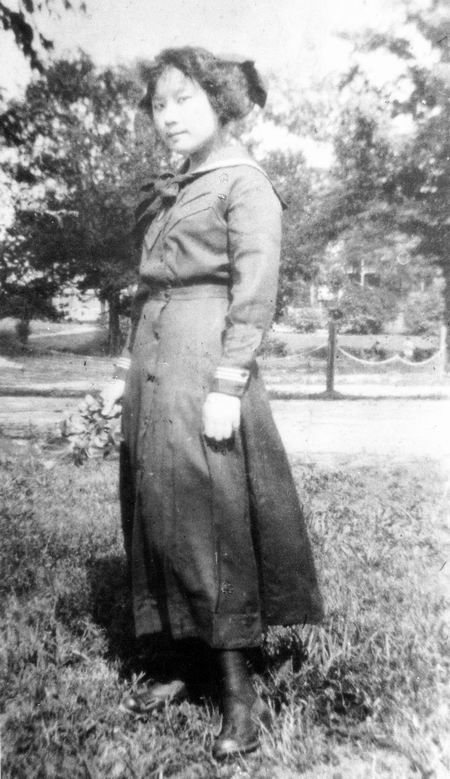
미국 유학 시절의 쑹메이링

본적은 하이난섬 원창으로 상하이에서 감리교로 개종한 하카인 가족에게 태어났다. 그녀의 부친 쑹자수는 영어로 된 이름 "찰스 존스 쑹"을 이용하여 미국에서 수학하였다. 그는 부유한 사업가이자 성경을 출판한 목사였으며 쑨원의 친구이자 재정적 성원자였다. 쑹메이링은 6명의 자식들 중에 셋째로 그녀의 첫째 언니는 쑹아이링, 자신 위의 언니는 쑹칭링이었고, 3명의 남동생이 있었다. 쑹칭링은 후에 쑨원과 결혼하였다.
메이링의 첫째 언니 쑹아이링은 조지아주 메이컨에 있는 웨슬리언 여자 대학교에서 수학하러 미국으로 건너갔다. 쑹메이링은 8세의 나이에 상하이에 있는 미국인 사립 학교인 모타이어 스쿨에 입학하였다. 1913년 그녀는 자신의 언니들의 모교 웨슬리언 여자 대학교에서 대학을 시작하였으나 하버드 대학교에서 수학하고 있던 자신의 남동생 쑹타에원에게 가까워지기 위하여 웰즐리 칼리지로 옮겼다. 1917년 6월 19일 쑹메이링은 영문학에서 주요 전공과 철학에서 소수 전공과 영예들과 함께 졸업하였다. 그녀는 33명의 듀랜트 장학생들 중의 하나로서 인정을 얻었다. 미국에서 교육을 받은 결과로서 그녀는 후에 미국의 관중들과 자신의 연결에 도움을 준 조지아주 말투와 함께 상당한 수준의 영어를 구사하였다.

## 장제스의 부인

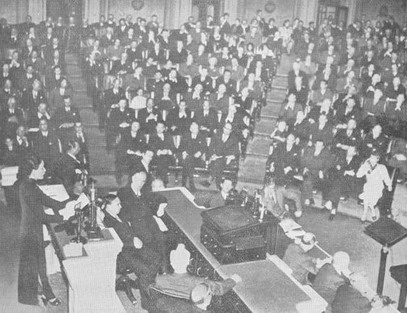
미국 하원에서 연설하는 쑹메이링

1920년 쑹메이링은 쑨원과 결혼한 자신의 언니 쑹칭링의 저택에서 당시 쑨원을 섬긴 군사 장교 장제스를 만났다. 그녀보다 11세 연상인 장제스가 결혼하여 2명의 아들을 두고 불교 신자였던 이래 쑹메이링의 모친은 둘 사이에 결혼을 격렬하게 반대하였으나 장제스가 자신의 이혼에 관하여 증명을 보이고 기독교로 개종하는 데 약속한 후 결국 동의하였다. 장제스는 자신의 훗날 장모에게 종교는 알약처럼 삼키지 않고 점차 흡수되는 데 필요하였기 때문에 즉시 개종할 수 없었다고 말하였다. 장제스가 잠시 망명에 있는 동안 그들은 1927년 12월 1일 일본에서 결혼하였다. 장제스는 자신이 공개적으로 기독교를 실천하지 않고 지속적으로 유교의 가르침을 따랐어도 감리교로 세례를 받았다. 부부는 아무 자식을 두지 않았다.
1925년 형부 쑨원이 서거한 후, 장제스는 중국 북부를 통치한 군벌들에 대항하는 데 북벌을 지도하였다. 쑨원의 지도 아래 중국국민당 (KMT)은 새로운 중국공산당과 협력하였다. 하지만 1927년 장제스는 중국공산당에 반대하여 공산당원들을 학살하는 데 국민당에 명령을 내렸다. 공산당원들은 도시로부터 시골 지역들로 달아나 국민당에 반대하는 세력을 조직하였다. 1931년 일본은 만주를 침략하여 중국 본토를 침입하기 위하여 기초로 사용하는 데 꼭두각시 국가 만주국을 설립하였다. 1936년 시안 사건에서 공산당과 국민당의 군사 지도자들은 공산당원들에 싸움을 멈추는 데 장제스를 강요하고 일본군에 저항하는 데 국공합작을 형성하는 운동에서 시안의 외부 화청지에서 그를 납치하였다. 쑹메이링 여사는 그들의 요구들로 동의하는 데 자신의 남편을 납득시키는 중요한 역할을 하였다.

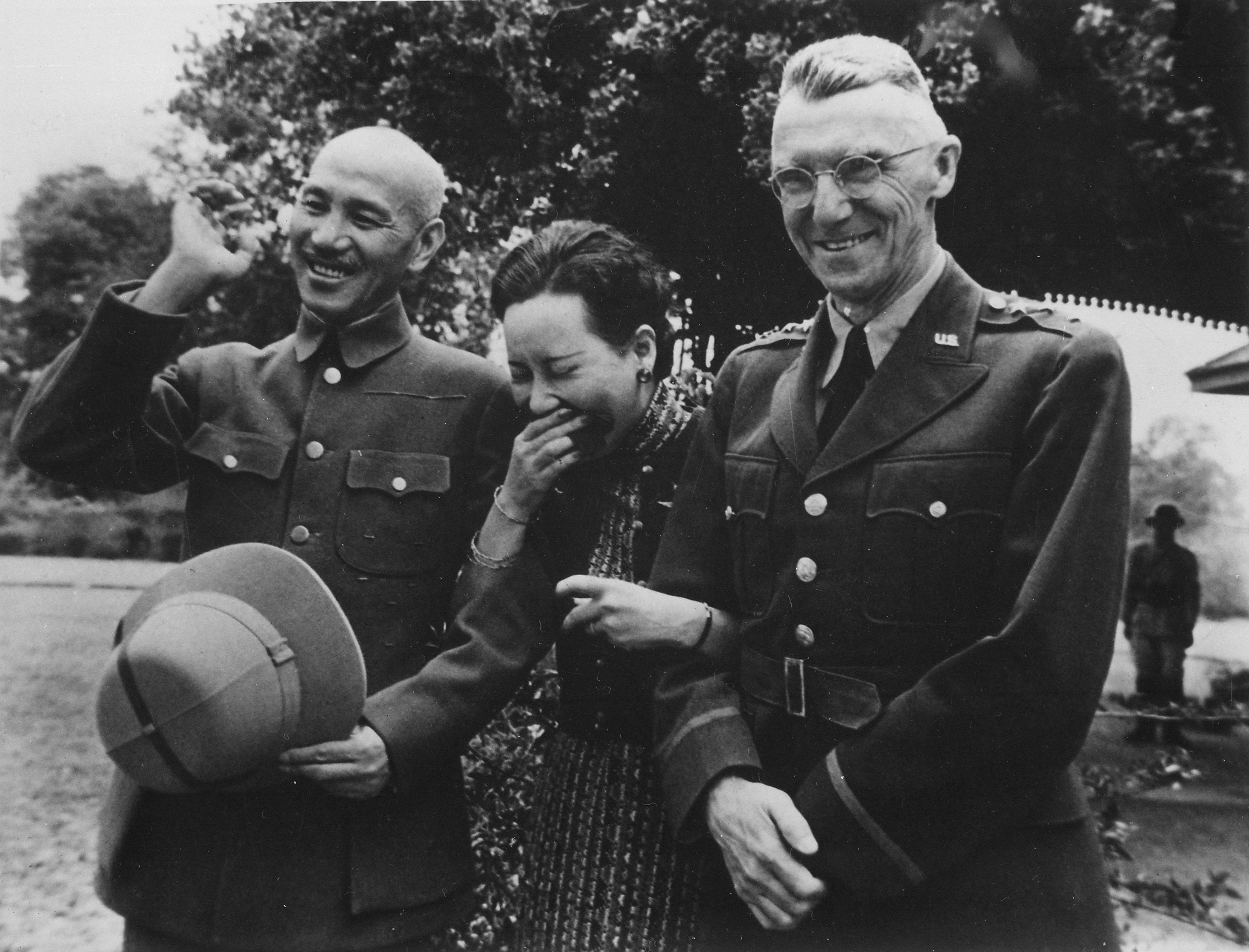
조지프 스틸웰 중장과 함께

쑹메이링 여사는 신생활 운동을 일으켜 중국 정치에서 활동적으로 참여하게 되었다. 그녀는 1930년부터 1932년까지 중화민국 입법원의 회원, 그리고 1936년부터 1938년까지 중국 항공 정세 위원회의 사무총장이었다. 1945년 그녀는 국민당 중앙집행위원회의 일원이 되었다. 자신의 남편이 대원수와 국민당의 당수가 되는 데 상승하면서 쑹메이링 여사는 그의 영어 통역, 비서와 조언자로서 활동하였다. 그녀는 그의 명상, 그의 전망, 그의 청각이며 특히 그의 가장 충성적인 옹호자였다. 제2차 세계 대전이 일어난 동안 쑹메이링 여사는 중국의 대의를 촉진하고, 프랭클린 D. 루스벨트, 윈스턴 처칠과 이오시프 스탈린과 동등하게 자신의 남편을 위하여 유산을 구축하는 데 노력하였다. 중국과 서양 양쪽의 문화에서 정통한 그녀는 중국과 해외 양쪽에서 인기있게 되었다. 그녀의 두드러짐은 자신이 국방부 장관으로 임명돼야 할 기행으로 조지프 스틸웰을 이끌었다.
쑹메이링은 중국을 위한 재료와 군사 성원을 위하여 수도 없이 미국을 방문하였다. 거기서 그녀는 30,000명의 사람들 만큼 큰 관중들을 끌었고, 두번이나 타임 잡지의 표지에 나왔으며, 처음에 "올해의 남성과 아내"로서 자신의 남편과 함께, 그리고 "용의 여성" 타이틀 아래 홀로였다. 남편과 부인은 둘다 국민당을 위하여 미국의 대중으로부터 돈과 성원을 모으는 데 자주 노력한 타임 잡지의 상급 편집자이자 공동 창립자 헨리 루스와 함께 좋은 조건들에 있었다. 1943년 2월 18일 그녀는 미국 의회에서 연설하는 데 첫 중국 국적이자 2번째 여성이 되었다.

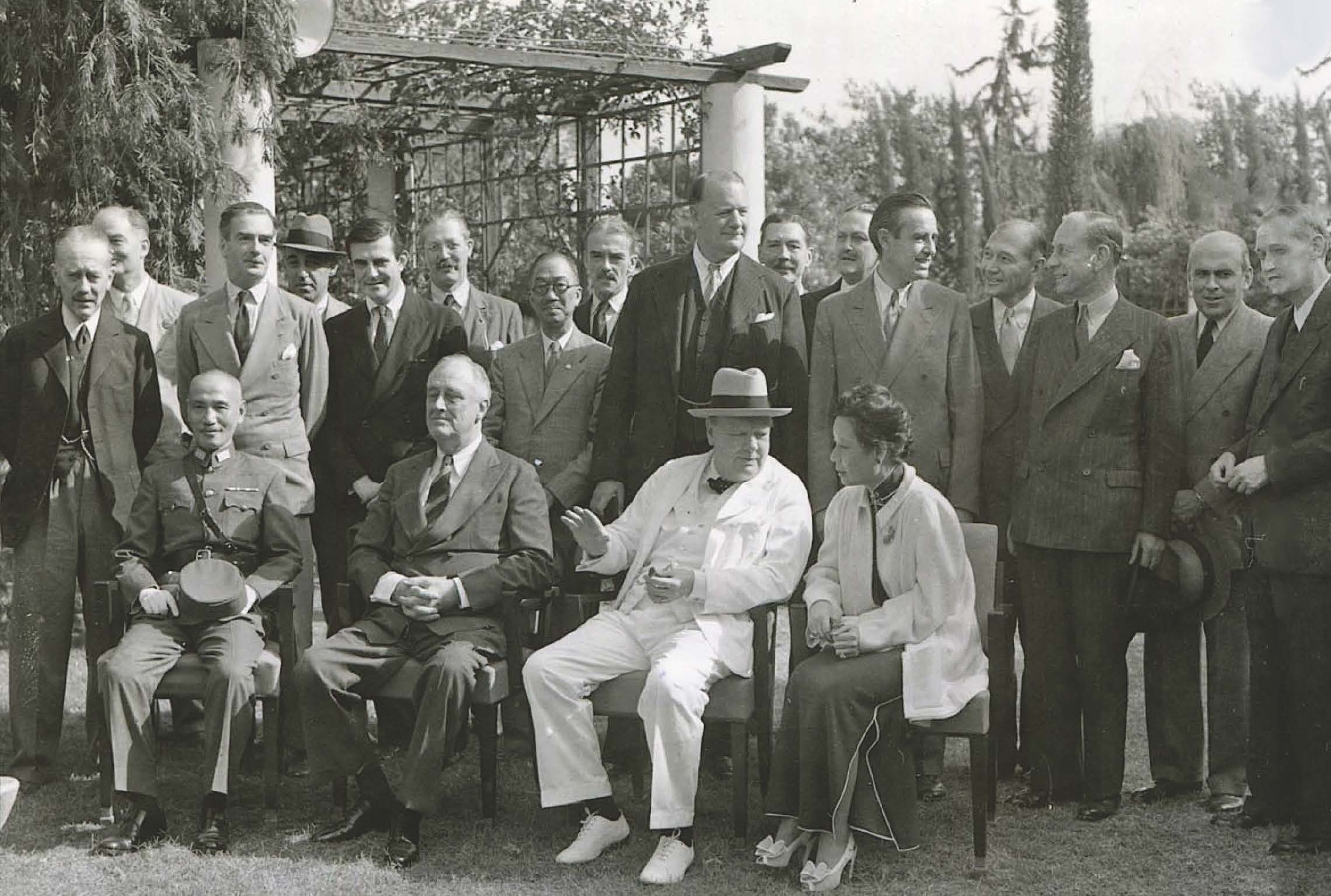
1943년 카이로 회담에서. 좌로부터 장제스, 프랭클린 D. 루스벨트, 윈스턴 처칠과 쑹메이링 여사. 쑹 여사는 여기서 남편의 통역으로 활약하였다.

쑹메이링 여사는 11월 장제스가 윈스턴 처칠 영국 총리와 프랭클린 D. 루스벨트 미국 대통령과 직접 만나는 데 카이로 회담에서 남편을 동행하였다. 3명의 정상들은 일본이 침입한 영토들의 통치를 포기하고, 타이완과 만주가 중국으로 반환되고 한국이 완전한 독립이 주어져야 한다는 것을 동의하였다. 그녀는 또한 일본에 대항하는 데 중국을 성원하고 있던 스틸웰 중장과 장제스 사이에 의사 소통을 하였다.
1945년 제2차 세계 대전의 종말과 일본의 항복 후에 국민당과 공산당은 중국에서 내전으로 돌아왔다. 1948년 쑹메이링 여사는 국민당을 위한 성원을 위하여 해리 트루먼 대통령에게 호소하는 데 미국으로 갔으나 미국은 중국의 정세에 그 비참여 정책을 변경하는 데 거부하였다. 그녀는 1949년 국공내전에서 남편의 정부의 패배까지 미국에 남아있었고 1950년 타이완에서 남편에게 가입하였다. 그녀의 언니 쑹칭링은 공산당과 편에 있으면서 중국 본토에 머물렀다.
장제스와 국민당은 타이완에서 중화민국 임시 정부를 설립하였다. 쑹메이링 여사는 지속적으로 국제적 역할을 하였다. 그녀는 중화민국과 그 이익들을 대표하러 미국으로 여행을 떠났다. 그녀는 국제 적십자 위원회의 장려자, 영국 중국 기금 원조 연합의 명예 의장과 권리 기념 사회의 첫 명예 회원이었다. 장제스가 노인이 되기 시작하면서 쑹메이링 여사는 "통역"의 역할을 취하여 권력을 말하였다. 25년의 세월 가까이 그녀는 미국의 10명의 가장 존경받는 여성들의 명단에 포함되었다.

## 이후의 생애
1975년 자신의 남편의 사후 쑹메이링 여사는 대중들의 시선을 받지 못하였다. 장제스는 쑹메이링 여사가 어려운 관계를 가지면서 이전의 결혼 생활로부터 태어난 자신의 장남 장징궈에 의하여 정치적으로 계승되었다. 1975년 그녀는 타이완에서 미국으로 이민을 떠나 자신의 거실에 완전한 군사 예복 차림의 남편의 초상화를 간직한 롱아일랜드 래팅타운에 자신의 가족의 36 에이커 (14.6 헥타르)의 사유지에서 살았다.
쑹메이링 여사는 자신의 오랜 동맹들 중에 성원을 강화하는 데 1988년 장징궈의 사망에 타이완으로 돌아왔다. 하지만 총통으로서 장징궈의 후임자 리덩후이는 그녀보다 정치에서 더욱 능숙하다는 것을 증명하였다. 그녀는 다시 미국으로 돌아왔다.
그녀는 〈시안, 쿠데타〉 (1937), 〈이것이 우리의 중국이다〉 (1940), 〈중국은 다시 상승해야 한다〉 (1942)와 〈확실한 승리〉 (1955)를 포함한 다수의 기사와 몇몇의 책들을 썼다.
1995년 제2차 세계 대전 50 주년의 축제와 함께 연결에서 자신의 명예에 캐피톨 힐에서 열린 축하 연회에 참석하였을 때 드문 공개적 출연을 이루었다. 그녀는 그해 타이완으로 자신의 마지막 방문을 하기도 하였다.
2000년 타이완에서 열린 총통 선거에서 국민당은 그녀가 의미있게 무소속 후보 쑹추위 (그녀와 관련 없음)에 국민당 후보 롄잔을 성원한 것에서 그녀로부터 편지를 제시하였다. 편지의 확실성은 타이완에서 위대한 토론의 주제였다. 쑹추위는 자신이 리덩후이를 성원했을 때 자신의 일찍이 그녀에 대한 가려진 비판을 위하여 앙갚음으로서 쓰여졌을 것 같은 편지의 확실성을 전혀 의심하지 않았다.
그해 쑹메이링 여사는 자신의 롱아일랜드 사유지를 팔았고, 맨해튼의 어퍼 이스트 사이드에 있는 그레이시 스퀘어 아파트에서 나머지 일생을 보냈으며 자신이 지나가면서 로비를 청소한 검은 양복의 경호원들에 의하여 둘러싸였다.
2003년 10월 23일 쑹메이링은 106세의 나이에 자신의 맨해튼 아파트 저택에서 평화롭게 사망하였다. 그녀의 시체는 뉴욕주 하츠데일에 있는 펀클리프 묘지에 일시적으로 안치되었고, 타이완 치후 대영묘에 묻힌 자신의 고인된 남편과 함께 결국적인 매장을 기다리는 중이었다. 명시된 의도는 한번 정치적 상태가 가능하게 만들 때 둘다 중국 본토에 묻히는 것이다.

## 쑹메이링에 관한 인용들
- "그녀는 민주주의에 대하여 아름답게 이야기할 수 있다. 그러나 그녀는 어떻게 민주주의를 살아야 하는지 모른다." - 엘리노어 루스벨트

- "직접적이고, 강력하고, 에너지가 넘친다. 권력을 사랑하며 홍보와 아첨을 먹는다 ... 마음대로 매력을 켤 수 있고 그것을 안다." - 조지프 스틸웰

- "쑹메이링 여사는 그녀의 인생을 통하여, 그리고 특히 마지막 세기의 정의적인 투쟁 중에 미국과 가까운 친구였다. 미국인들의 세대들은 항상 그녀의 지능과 성격의 힘을 기억하고 존중할 것이다. 미국 국민들을 대표하여 나는 쑹메이링 여사의 가족 일원들과 전 세계의 많은 찬사들에게 애도를 표한다." - 조지 W. 부시

## 상훈
- 1966년 대한민국 건국공로훈장 대한민국장(훈1등)

## 같이 보기
- 쑹칭링
- 쑹아이링
- 장제스
- 쑨원
- 중화민국
- 김구